# James Hotchkiss Rogers
James Hotchkiss Rogers (* 7. Februar 1857; † 28. November 1940) war ein US-amerikanischer Organist und Komponist.
Nach einer Ausbildung in den USA studierte Rogers ab 1875 Klavier bei Albert Löschhorn und Heinrich Ehrlich und Orgel bei Carl August Haupt. Er setzte seine Ausbildung in Paris bei Henri Fissot (Klavier), Alexandre Guilmant (Orgel) und Charles-Marie Widor (Komposition) fort. Nach seiner Rückkehr in die USA wurde er 1881 Organist am Scovill Avenue Temple und der First Unity Church in Cleveland, Ohio. Er war weiterhin als Konzertorganist und Musikpädagoge aktiv und veröffentlichte mehr als einhundert Werke, darunter mehrere Kantaten, Lieder, Klavier- und Orgelmusik.

## Orgelwerke
- Four Pieces for Organ, 1905
- Suite for organ, 1905
- Five Organ Pieces, 1907
- Three Organ Pieces, 1907
- Four Organ Pieces, 1908
- Processional March, 1910
- Reverie, 1910
- Sonata no.1 in e minor, 1910
- Berceuse, 1911
- Second Toccata in c minor, 1911
- Sortie in F major, 1911
- Concert Overture in b minor, 1913
- Second Suite, 1915
- International Fantasy, 1917
- Preludes and Intermezzosl, 1918
- Sonata no.2 in d minor, 1921
- Prelude and Fughetta, 1922
- Sonata no.3 in B-flat, 1923
- Sonatina for organ, 1928
- Sonatina no. 2 in f-minor, 1929
- Grand Choeur in c minor for organ
- Grand Choeur in e minor for organ
- Madrigal
- Miniature Suite